# Нед Маддрелл
Едвард «Нед» Маддрелл (1877 — 27 грудня 1974) — рибалка з острова Мен, останній носій менської мови, для якого вона була рідною.
Після смерті місіс Сейдж Кінвіг (бл. 1870—1962) Маддрелл залишився єдиним, хто міг стверджувати, що розмовляв менською мовою з дитинства (згідно з одним джерелом, Маддрелл трохи знав англійську мову перед тим як вивчив менську, а менську він вивчив від двоюрідної бабусі), хоча тоді ще залишалося кілька людей, які розмовляли нею як другою і вивчили вже впродовж життя.
Маддрелл записав якісь частини свого мовлення заради лінгвістичного збереження; наприклад, 1948 року записав такі фрагменти про рибальство:
Dooyrt «Ballooilley» rish:
«Ballooilley» сказав йому:
«Vel ny partanyn snaue, Joe?»
«Чи краби повзуть, Джо?»
"Cha nel monney, cha nel monney, " dooyrt Joe. «T'ad feer ghoan.»
"Не багато, не багато, " сказав Джо. «Їх мало».
Газетна стаття про вимирання менської мови від приблизно 1960 року (тоді вона дає вік Мадрелла 82 роки) цитує його, оскільки тоді він і Кінвіг були єдиними носіями, для яких ця мова була рідною:
|  | Нед Маддрелл, який вийшов у море в 13 років, виявив, що може там зберігати свою менську мову "живою" спілкуючись з носіями гойдельських мов серед моряків на британських кораблях. Він виріс у віддаленому селі Грегніш, де "ніхто не буде розмовляти з вами і ставитись по-людськи, якщо ви не знаєте менської мови". В містах ситуація була інакшою. "Ніхто не хотів розмовляти менською, навіть ті, хто добре нею володів. Можливо їм було соромно. Вони казали 'ця мова ніколи не принесе вам навіть пенні'". Нед є бадьорим старим чоловіком, трохи глухим, але дуже пишається своєю роллю одного з останніх носіїв, для кого ця мова є рідною. "Вони зробили записи як я розповідаю легенди та історії менською", казав він, "у Ірландії і в Америці і в місцях, про які ви ніколи не чули". Оригінальний текст (англ.) Ned Maddrell, who went to sea at 13, found he was able to keep his Manx "alive" by talking to Gaelic-speaking sailors on British ships. He was brought up in the remote village of Cregneash, where "unless you had the Manx you were a deaf and dumb man and no good to anybody." This was not the case in the towns. "Nobody there wanted to talk Manx, even those who had it well. They were ashamed, like. 'It will never earn a penny for you,' they said." Ned is a sprightly old man, a trifle deaf but very proud of his role as one of the last native speakers. "They have tape recordings of me telling legends and stories in Manx," he said, "in Ireland and in America and in places you never heard of." |

Здається, Маддреллу подобався його статус місцевої знаменитості. Він залюбки був згоден вчити молодих відроджувачів мови, таких як Леслі Квірк і Браєн Стовелл. Коли прем'єр-міністр Ірландії Еймон де Валера відвідав острів, він особисто завітав у гості до Неда. Де Валера сердився на уряди Британії та острова Мен через їхню байдужість до проблеми зникнення менської мови і вислав на острів команду від Комісії з ірландського фольклору зі звукозаписувальною апаратурою, щоб зберегти те, що залишилось.